# Rodez AF (női csapat)
Az Rodez AF egy francia női labdarúgócsapat, melynek női szakosztályát 1993-ban alapították. A klub hazája élvonalában szerepel. Hazai mérkőzéseiket a Stade Paul-Lignonban rendezik.

## Története
A női szekció megalapítását követően a klub a Közép-Pireneusok régió bajnokságában vett részt. Első alkalommal a 2001–2002-es országos kupasorozatban hívta fel magára a figyelmet, amikor a legjobb 16 közé jutott az együttes, majd a szezon végén az újonnan létre hozott Division 3 tagjaként léptek pályára. A bajnoki kudarcot végül újfent a kupában kompenzálták, azonban a Toulouse megállította őket a 16 között.
2004–05-ben az ekkorra már szinte megszokottá vált rodezi kupamenetelés a nyolcaddöntőben ért véget, egy évvel később pedig bajnokként jutottak a harmadosztályba. 
Három szezonon keresztül az élmezőnyben bérelt helyet magának a gárda, de másodosztályú debütálásukra csak 2008-ban adódott lehetőség. A Division 2-ben hamar az élcsapatok közé keveredtek és a 2009-10-es bajnoki győzelmükkel először készülhettek az élvonalbeli szereplésre.

### Az élvonalban
A legjobbak között egy idegenbeli győzelemmel rajtoltak a La Roche-Sur-Yon vendégeként, és az idény hátralévő részében is több alkalommal bizonyították, hogy nem ok nélkül jutottak az élvonalba, végül a hatodik helyen zártak.
Egy évvel később a Stade de Vabre pályájáról átköltöztek a Stade Paul-Lignonba és a következő pontvadászatot már a városi stadionban kezdhették meg. Két nyolcadik és két hetedik helyezés után történetük legeredményesebb bajnoki évadját abszolválták 2015–16-ban. Az ötödik helyen végzett együttest csak a "nagy 4-es" (Olympique Lyon, Paris Saint-Germain, Montpellier, FCF Juvisy) tudta megelőzni, a kupában pedig az elődöntőig jutottak.
Komoly változásokon esett át a klub a 2018–19-es bajnokság előtt, hiszen a női szekciónál is bevezették a professzionális rendszert, azonban a szezonban nem sikerült korábbi formájukat hozni és búcsúztak a ligától.
2022-ben 11 pont előnnyel nyerték meg a másodosztályt és feljutottak a2022–23-as első osztályba.

## Sikerlista
- Division 2 bajnok (2): 2010, 2022

## Játékoskeret
2022. augusztus 16-tól
| #  |     | Poszt | Név                   |
| -- | --- | ----- | --------------------- |
| 1  | FRA | K     | Laurie Libourel       |
| 30 | FRA | K     | Marie-Morgane Sieber  |
|    | FRA | K     | Camille Arpin         |
| 2  | FRA | V     | Laure Sureau          |
| 3  | FRA | V     | Maëlys Cubaynes       |
| 4  | FRA | V     | Éloïse Sevenne        |
| 5  | FRA | V     | Laura Riquelme        |
| 14 | FRA | V     | Fiona Bogi            |
| 18 | CAN | V     | Yasmine Hall          |
| 21 | FRA | V     | Clémentine Canon      |
| 22 | ALG | V     | Sofia Guellati        |
|    | CAN | V     | Amandine Pierre-Louis |
| 10 | FRA | KP    | Laurie Cance          |
| 11 | FRA | KP    | Louise Cid            |
| 15 | FRA | KP    | Océane Saunier        |

| #  |     | Poszt | Név                   |
| -- | --- | ----- | --------------------- |
| 17 | FRA | KP    | Flavie Grocq          |
| 26 | FRA | KP    | Solène Champagnac     |
|    | FRA | KP    | Solène Barbance       |
|    | FRA | KP    | Cloé Bodain           |
|    | FRA | KP    | Amélie Devaux         |
|    | FRA | KP    | Laurène Martin        |
|    | FRA | KP    | Doriane Pau           |
|    | FRA | KP    | Axelle Touzeau        |
| 6  | TUR | CS    | Selen Altunkulak      |
| 7  | FRA | CS    | Zoé Stievenart        |
| 8  | CAN | CS    | Alexandria Lamontagne |
|    | FRA | CS    | Estelle Carcenac      |
|    | FRA | CS    | Amélie Devaux         |
|    | FRA | CS    | Anne-Laure Davy       |
|    | FRA | CS    | Amy Diop              |

## Korábbi híres játékosok
| - Manon Alard - Marine Augis - Zohra Ayachi - Karima Benameur - Delphine Blanc - Elise Bonet - Maud Bouvinet - Séverine Cabec - Agathe Calvié - Marine Chavaroche - Audrey Cugat - Kenza Dali - Amélie Fabries - Déborah Garcia - Anne-Sophie Ginestet - Manon Guitard - Marine Haupais | - Fanny Hoarau - Dina Jeanjean - Flavie Lemaître - Audrey Moreno - Alexia Pascal - Laëtitia Philippe - Anaïs Ribeyra - Tatiana Solanet - Sophie Vaysse - Myriam Benlazar - Sabbah Meftah Saoues - Mikayla Morton - Sabine Stoller - Jekatyerina Tyirjiskina - Anne-Marie Bănuță - Ella Kaabachi |  |